# Coupe de futsal de l'UEFA 2013-2014
Navigation
Édition précédente Édition suivante
La Coupe de futsal de l'UEFA 2013-2014 est la 28e édition de la Coupe de futsal de l'UEFA.

## Clubs qualifiés
| Tour Élite        | Tour Élite    | Tour Élite   | Tour Élite    |
| ----------------- | ------------- | ------------ | ------------- |
| Kairat Almaty TT  | Dinamo Moscou | FC Barcelone | Araz Naxçivan |
| Tour principal    |               |              |               |
| Tour préliminaire |               |              |               |

TT Tenant du titre